# Giulio Carminati di Brambilla
Il conte Giulio Cesare Carminati di Brambilla (Milano, 27 dicembre 1837 – Roma, 1919) è stato un militare e nobile italiano.

## Biografia
Figlio di Giuseppe Girolamo Carminati di Brambilla, patrizio milanese, e di sua moglie, la nobile piemontese Paola Roero di Mombarone, Giulio Cesare nacque a Milano nel 1837.
Iniziò la propria carriera militare come volontario del reggimento cavalleggieri di Novara il 24 maggio 1859, prendendo parte alla seconda guerra d'indipendenza italiana. Dall'11 dicembre 1859 passò col grado di sottotenente al reggimento cavalleggeri di Lodi, venendo quindi promosso al grado di tenente dal 24 marzo 1861. Il 4 aprile di quello stesso anno venne elevato al grado di tenente di I classe e destinato dal 16 novembre 1862 come ufficiale d'ordinanza dell'allora principe ereditario Umberto di Savoia, col quale instaurò un rapporto di sincera amicizia che continuerà anche negli anni successivi.
L'11 agosto 1866 venne promosso capitano di cavalleria e prese parte alla terza guerra d'indipendenza italiana, nella quale conquistò una medaglia d'argento al valor militare. Raggiunse infine il grado di tenente colonnello. Il 25 aprile 1878 re Umberto I d'Italia lo nominò gran cacciatore del re e lo creò conte motu proprio con decreto del 30 marzo 1899 e regie patenti del 7 maggio successivo. Con regio decreto del 1912 venne elevato al titolo di marchese sul cognome da re Vittorio Emanuele III.
Il 4 marzo 1868 sposò Erminia Prinetti, dalla quale non ebbe figli. Pertanto alla sua morte venne succeduto dal fratello minore Gilberto.
Morì a Roma nel 1919.

## Ascendenza
|                                          |                                               |                                             | Genitori                                              |  |  | Nonni |  |  | Bisnonni                        |  |  | Trisnonni                            |  |
|                                          |                                               |                                             |                                                       |  |  |       |  |  | Girolamo Carminati di Brambilla |  |  | Giulio Cesare Carminati di Brambilla |  |
|                                          |                                               |                                             |                                                       |  |  |       |  |  | Girolamo Carminati di Brambilla |  |  | Giulio Cesare Carminati di Brambilla |  |
|                                          |                                               | Eugenia Maderna                             |                                                       |  |  |       |  |  | Girolamo Carminati di Brambilla |  |  |                                      |  |
| Cesare Carminati di Brambilla            |                                               |                                             |                                                       |  |  |       |  |  | Girolamo Carminati di Brambilla |  |  |                                      |  |
|                                          |                                               | Rachele Canna                               | Innocente Canna                                       |  |  |       |  |  |                                 |  |  |                                      |  |
|                                          |                                               | Rachele Canna                               | Innocente Canna                                       |  |  |       |  |  |                                 |  |  |                                      |  |
|                                          |                                               | Rachele Canna                               | Lucrezia Branca                                       |  |  |       |  |  |                                 |  |  |                                      |  |
| Giuseppe Girolamo Carminati di Brambilla |                                               | Rachele Canna                               |                                                       |  |  |       |  |  |                                 |  |  |                                      |  |
|                                          |                                               | Tommaso Righetti                            |                                                       |  |  |       |  |  |                                 |  |  |                                      |  |
|                                          |                                               |                                             |                                                       |  |  |       |  |  |                                 |  |  |                                      |  |
|                                          |                                               |                                             |                                                       |  |  |       |  |  |                                 |  |  |                                      |  |
| Bianca Righetti                          |                                               |                                             |                                                       |  |  |       |  |  |                                 |  |  |                                      |  |
|                                          |                                               | Regina Maderna                              |                                                       |  |  |       |  |  |                                 |  |  |                                      |  |
|                                          |                                               |                                             |                                                       |  |  |       |  |  |                                 |  |  |                                      |  |
|                                          |                                               |                                             |                                                       |  |  |       |  |  |                                 |  |  |                                      |  |
| Giulio Cesare Carminati di Brambilla     |                                               |                                             |                                                       |  |  |       |  |  |                                 |  |  |                                      |  |
|                                          | Vincenzo Enrico Roero, VII conte di Mombarone | Giuseppe Maria Roero, VI conte di Mombarone |                                                       |  |  |       |  |  |                                 |  |  |                                      |  |
|                                          | Vincenzo Enrico Roero, VII conte di Mombarone | Giuseppe Maria Roero, VI conte di Mombarone |                                                       |  |  |       |  |  |                                 |  |  |                                      |  |
|                                          | Vincenzo Enrico Roero, VII conte di Mombarone | Rosalia Guasco                              |                                                       |  |  |       |  |  |                                 |  |  |                                      |  |
| Pietro Roero, VIII conte di Mombarone    | Vincenzo Enrico Roero, VII conte di Mombarone |                                             |                                                       |  |  |       |  |  |                                 |  |  |                                      |  |
|                                          |                                               | Teresa Irene Mazzetti                       | Giambattista Ludovico Mazzetti, II marchese di Frinco |  |  |       |  |  |                                 |  |  |                                      |  |
|                                          |                                               | Teresa Irene Mazzetti                       | Giambattista Ludovico Mazzetti, II marchese di Frinco |  |  |       |  |  |                                 |  |  |                                      |  |
|                                          |                                               | Teresa Irene Mazzetti                       | Costanza Ludovica Canalis                             |  |  |       |  |  |                                 |  |  |                                      |  |
| Paola Roero di Mombarone                 |                                               | Teresa Irene Mazzetti                       |                                                       |  |  |       |  |  |                                 |  |  |                                      |  |
|                                          |                                               |                                             |                                                       |  |  |       |  |  |                                 |  |  |                                      |  |
|                                          |                                               |                                             |                                                       |  |  |       |  |  |                                 |  |  |                                      |  |
|                                          |                                               |                                             |                                                       |  |  |       |  |  |                                 |  |  |                                      |  |
| Giulia Bertoglio                         |                                               |                                             |                                                       |  |  |       |  |  |                                 |  |  |                                      |  |
|                                          |                                               |                                             |                                                       |  |  |       |  |  |                                 |  |  |                                      |  |
|                                          |                                               |                                             |                                                       |  |  |       |  |  |                                 |  |  |                                      |  |
|                                          |                                               |                                             |                                                       |  |  |       |  |  |                                 |  |  |                                      |  |
|                                          |                                               |                                             |                                                       |  |  |       |  |  |                                 |  |  |                                      |  |